# Direitos LGBT na Palestina
As pessoas LGBT na Palestina enfrentam-se a certos desafios legais e sociais não experimentados por outros residentes. A homossexualidade é legal em Cisjordânia, mas ilegal na Faixa de Gaza. Trata-se de um tema delicado que configura parte de uma amálgama de assuntos indissociáveis do conflito israelo-palestino.

## Aspectos legais
Palestina fez parte do Império Otomano até sua partição depois da I Guerra Mundial. Existem numerosos testemunhos homoeróticos de todo este período que indicam que, ainda que reprovada pelas autoridades religiosas, a homossexualidade era uma prática comum entre as elites políticas no âmbito privado. Em 1858, durante as reformas do Tanzimat, aprovou-se o primeiro Código Penal, descriminalizando a homossexualidade em todo o território otomano.
Depois da dissolução do Império Otomano, o Mandato Britânico da Palestina aprovou um novo Código Penal em 1936 cujo artigo 152 penalizava a sodomia com até 10 anos de prisão, mantendo-se vigente ainda hoje em dia na Faixa de Gaza. Em 1951, depois da guerra árabe-israelense de 1948, Cisjordânia adoptou a legislação jordana, descriminalizando desta maneira a homossexualidade e estabelecendo a igualdade na idade de consentimento sexual aos 16 anos. A homossexualidade feminina nunca foi penalizada.
Na actualidade, a legislação mantém-se fragmentada. A Autoridade Nacional Palestiniana nunca legislou a favor ou contra os direitos LGBT, mantendo em vigor as leis coloniais prévias em ambos territórios.

## Condições sociais
Em general, as pessoas LGBT enfrentam-se a rejeição, hostilidade e até violência física em Palestina. É comum que a sociedade associe a homossexualidade ao colonialismo israelense e não como um elemento próprio de sua cultura. Nesta situação, muitas pessoas LGBT preferem abandonar Palestina para estabelecer-se em Israel, onde a homossexualidade é aceita. No entanto, lá também enfrentam o risco de serem deportadas e a que as autoridades israelenses utilizem sua condição sexual como chantagem e extorsão, obrigando-as a converter-se em colaboradores e informantes de Israel em troca de não revelar sua condição sexual a suas famílias ou de não ser expulsas do país.
O racismo para os árabes em Israel dificulta a integração social das pessoas LGBT palestinianas, impedindo-os desde obter uma permissão de trabalho até dispor dos direitos sociais mais básicos. Voltar a Palestina não costuma ser contemplado pelas possíveis represálias por sua condição ou pelo que é visto como uma traição à pátria. Por isso, muitos homossexuais que têm abandonado Palestina terminam dedicados à prostituição em Israel.

### Associações
Em 2001 fundou-se em Jerusalém Al-Qaws (القوس, Arco-íris em árabe), a primeira associação LGBT de Palestina, com o fim de tratar os problemas específicos aos que se enfrentam as pessoas que são tanto LGBT como palestinianas. Desde sua fundação, tem expandido suas actividades sociais a outras cidades como Haifa, Jafa e algumas zonas de Cisjordânia, desde as que provêem de diferentes serviços, bem como de informação e assessoramento telefónico.
Em 2002 formou-se Aswat (أصوات, Vozes), uma secção de mulheres lesbianas dentro da organização feminista Kayan (كيان) em Haifa. Aswat começou como um e-mail anónimo de apoio a mulheres lesbianas palestinianas e se foi desenvolvendo até formar um grupo que se reúne mensalmente. Ademais, organizam diferentes palestras e eventos educativos. Aswat traduz e publica textos originais sobre sexualidade e identidade de género inéditos em árabe. Em sua página web alberga a maior colecção de textos em árabe relacionados com a homossexualidade. Aswat trabalha pela consciencialização da interseccionalidade entre as identidades de “mulher”, “palestiniana” e “homossexual”.
Em 2005 formou-se Queers Palestinianos pelo Boicote, Desinvestimento e Sanções contra Israel (BDS), denunciando o pinkwashing que realiza Israel ao instrumentalizar os direitos LGBT com fins propagandísticos.  Ademais, provêem de um espaço aberto para debater sobre a resistência palestiniana contra Israel num contexto queer.

## No cinema
Desde 2015 Aswat organiza em Haifa o Kooz queer fest, o primeiro festival de cinema LGBT palestiniano. Existem vários filmes que tratam a diversidade sexual palestiniana e sua relação com Israel:
- The Bubble (2006), de Eytan Fox, sobre dois gays, um israelense e outro palestiniano, e os preconceitos aos que se enfrentam.[20]

- Além da Fronteira (2012), de Michael Mayer, sobre a relação de um advogado israelense e um estudante palestiniano.[21]

- Oriented (2015), documentário de Jake Witzenfeld, sobre três gays palestinianos e as contradições de ser homossexuais, palestinianos e viver em Israel.[22]

- Bar Bahar (2016), da diretora palestina Maysaloun Hamoud, sobre três colegas de quarto palestinas que vivem em Tel Aviv.[23]

## Tabela Sumária
| Homossexualidade descriminalizada | (de 1858 a 1936 como parte do Império Otomano; e desde 1951 em Cisjordânia) (masculina criminalizada desde 1936 na Faixa de Gaza como parte do Mandato Britânico da Palestina) |
| Idade de consentimento igual      | (desde 1951 em Cisjordânia; 16 anos) |